# Carl Meyer (Jurist)
Carl Meyer (* 22. Dezember 1873 in Tablat, heute Gemeinde St. Gallen; † 13. Oktober 1947 in St. Gallen; heimatberechtigt in Krummenau, ab 1906 in Herisau) war ein Schweizer Jurist, Kantonsrat und Gründer und Präsident der Säntis-Schwebebahn aus dem Kanton Appenzell Ausserrhoden.

## Leben
Carl Meyer war ein Sohn von Joseph Meyer, Malermeister und Betreibungsbeamter, später Ziegeleibesitzer, und Elisabeth Bänziger. Im Jahr 1904 heiratete er Juli Eugenie Maag, Tochter des Johannes Maag. Nach dem Scheitern seines Vaters mit der Ziegelei St. Fiden wuchs Meyer bei seiner Mutter in ärmlichen Verhältnissen in Speicher auf. Nach ihrem Tod 1885 fand er bei Kantonsschullehrer Johann Jakob Kürsteiner in Trogen ein neues Zuhause. Er besuchte die Kantonsschule Trogen. Ab 1891 machte eine zweijährige Hochbauzeichner–Lehre in Zürich. Anschliessend studierte er Jurisprudenz an der Universität Zürich, der Universität Leipzig und der Universität Lausanne. Er promovierte im Jahr 1896.

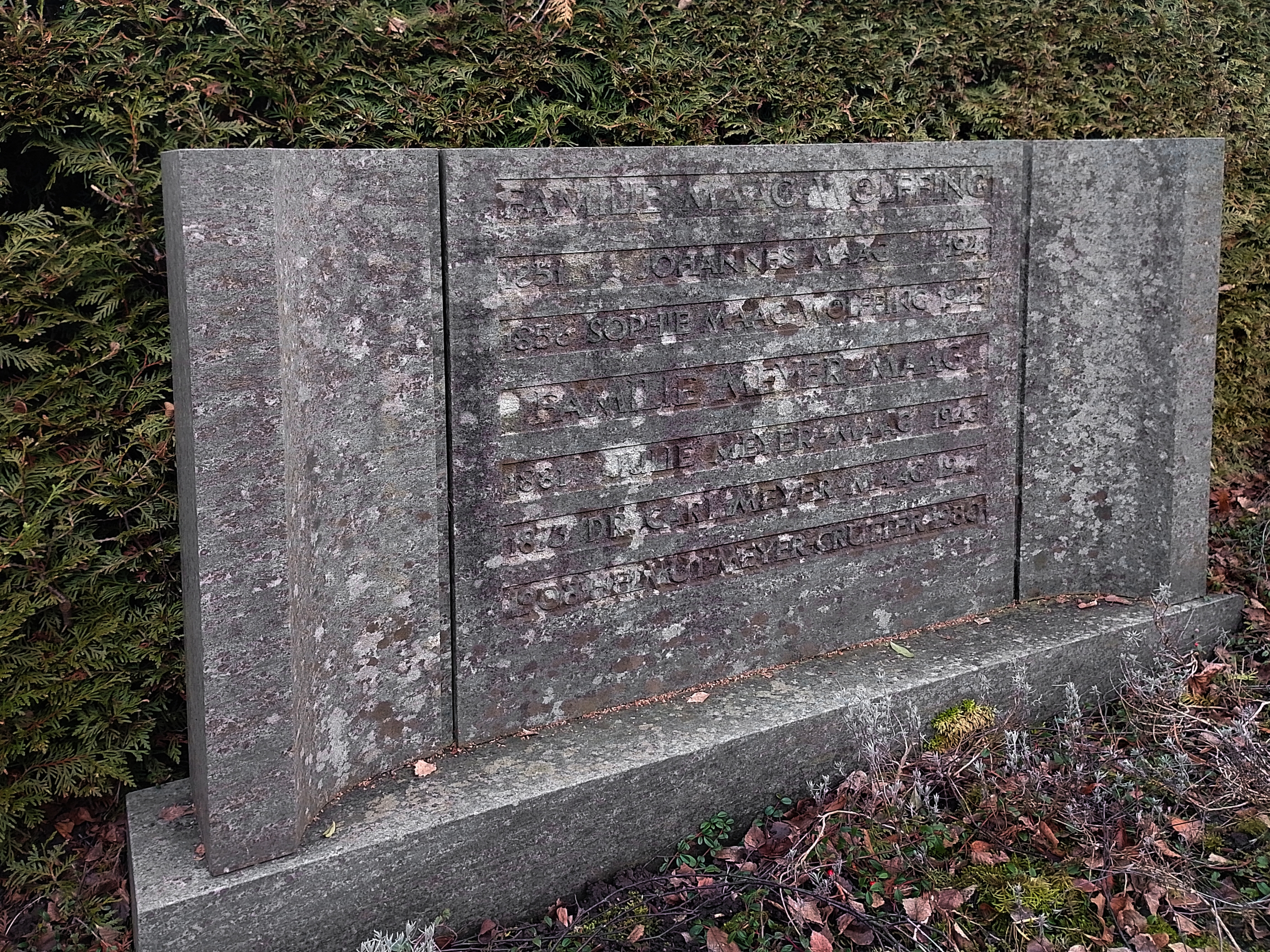
Grab, Friedhof Herisau

Nach ersten Schritten als Konkursbeamter und Redaktor führte Meyer von 1899 bis 1929 eine Anwaltspraxis in Herisau. Diese gab er wegen seiner Wahl zum Oberrichter auf. Von 1906 bis 1909 versah er das Amt eines Gemeinderats in Herisau. Ab 1906 bis 1908 war er Mitglied der kantonalen Verfassungskommission. Von 1927 bis 1946 amtierte er als freisinniger Ausserrhoder Kantonsrat sowie ab 1929 bis 1836 als Oberrichter. Er präsidierte das Obergericht in den Jahren 1930 bis 1936. Meyer war von 1928 bis 1933 Mitglied der staatswirtschaftlichen Kommission. Er stand dieser von 1930 bis 1933 als Präsident vor. Ab 1938 sass er in der Finanzkommission. 1942 fungierte er als Initiant einer kantonalen Wirtschaftskommission. Diese präsidierte er von 1942 bis 1945. Er war Verwaltungsrat der Appenzeller Bahn, des Gaswerks Herisau sowie einer südamerikanischen Elektrizitätsgesellschaft. Von 1933 bis 1947 amtierte er als Verwaltungsratspräsident der Säntis-Schwebebahn und ab 1946 bis 1947 der Walke Buntpapierfabrik Herisau AG.
Sein eigentliches Lebenswerk war die Säntisbahn. Dieses krönte er 1935 mit der Eröffnung der Schwebebahn. Nebenbei war er von 1908 bis 1946 als Redaktor und freier Mitarbeiter der Appenzeller Landeszeitung tätig. Die Leitartikel des Wirtschaftspolitikers hatten Gewicht. Seine anfänglich deutschfreundliche Gesinnung wich 1923 einer kritischen Haltung. Diese machte ihn bereits früh zu einem Warner vor dem "Nationalbolschewismus Hitlers". Er ging einer vielfältigen Sammlertätigkeit nach. Dazu gehören unter anderem Bücher und Bilder. Meyer war Vizepräsident des Ostschweizer Presseverbands.
1904 heiratete Meyer Julie Eugenie, geborene Maag. Seine letzte Ruhestätte fand er auf dem Friedhof Herisau.